# Cedraman
Cedraman (en castellà i oficialment, Cedramán) és una entitat de població del terme municipal d'El Castell de Vilamalefa, a la comarca de l'Alt Millars. Se situa a més de 600 m. d'altitud, al marge dret del riu de Vilafermosa, i molt a prop de la ratlla amb terres de Sucaina i Vilafermosa. Tot i el seu reduït veïnat, la configuració urbana del poblament és complexa i aquest es divideix en quatre barris: el Barrio Bruno, la Casa Flor, la Plaza i los Corrales.
El poble es troba envoltat d'una superfície molt muntanyosa. Hi destaquen els cims de Montaña Blanca, Peña Parda, la Moleta, la Cadena, la Silleta, la Rocha i el Bojar. També són nombroses les coves i les mines de galena i plom que antigament van ser explotades i que en temps de la Guerra Civil serviren de refugi per als veïns.

## Història
A Cedraman va nàixer un fill de l'últim rei musulmà de València Abú Zayd, Aba-Omahet. En memòria d'aquest esdeveniment va concedir als veïns molts privilegis, els quals es mantingueren fins a la fi de la Primera Guerra Carlina el 1840.
En aquell conflicte armat, els habitants del poble es posicionaren a favor de la causa isabelina. Vençuts pels carlins, en foren detinguts 75, afusellats a Vistabella del Maestrat durant els dies segments: una xifra veritablement elevada per a un nucli tan menut.

## Tradicions
Durant segles, el clima benigne de Cedraman i la gran quantitat de fonts que l'envolten van atraure a les dones dels pobles de la contrada a l'hora de donar a llum. Així doncs, era tradició que les dones pariren a la casa on havia nascut Aba-Omahet, la qual rep el nom de La Paridera. En l'actualitat, però, d'aquest habitatge sols es conserven tres arcs, coneguts com el Porche.